# Georg Herbert zu Münster
Pour les articles homonymes, voir Münster (homonymie).
Georg Herbert comte zu Münster von Derneburg (né le 23 décembre 1820 à Londres et mort le 28 mars 1902 à Hanovre), à partir de 1899 : Georg Herbert prince Münster von Derneburg, est un diplomate et homme politique prussien

## Biographie
Georg Herbert zu Münster est issu de la famille noble westphalienne von Münster (de). Son père est le comte Ernst Friedrich Herbert zu Münster (mort en 1839), qui dirige la chancellerie allemande de Londres (de) de 1805 à 1831 lors de l'union personnelle anglo-hanovrienne et représente l'électorat de Hanovre au congrès de Vienne. Sa mère est Wilhelmine-Charlotte de Schaumbourg-Lippe (1783–1858), une fille de Philippe II de Schaumbourg-Lippe.
Georg Herbert zu Münster ne partage pas la vision de l'histoire de l'art de son père en ce qui concerne l'abbaye de Derneburg, qui est le siège de la famille, et souhaite la transformer en un palais romantique comme celui qu'il a connu en Angleterre. En 1846, il fait démolir par Georg Ludwig Friedrich Laves les deux tiers de l'église de l'abbaye et ouvrir la place fermée avec son cloître pour former un bâtiment en forme de U, aboutissant au château de Derneburg (de).
Georg zu Münster est l'envoyé royal hanovrien à Saint-Pétersbourg de 1857 à 1865. En 1866, il tente en vain d'obtenir le roi Georges V de Hanovre à adopter une politique pro-prussienne. Après l'annexion de Hanovre par la Prusse, il est député de la Chambre des seigneurs de Prusse de 1867 à 1902.
Après la fondation de l'Empire allemand, il est publiciste et député du Reichstag (1871-1873). En 1870, Münster est l'un des membres fondateurs de l'Association allemande de pêche (de) et en devient le premier président en 1870. Il est ensuite ambassadeur de l'Empire allemand à Londres (de) (1873-1885) et à Paris (1885-1900). Lors de la Conférence de paix de La Haye de 1899, il est le représentant de l'Empire allemand.
Il est élevé le 29 août 1899 à Potsdam au rang de prince, que son père a rejeté pour lui-même. Le comte Münster est membre des Corps Borussia Bonn (1841) et Lunaburgia III zu Göttingen (de) (1842).
Georg zu Munster est enterré à Derneburg dans le cimetière familial du mausolée du comte Ernst zu Münster (de).

## Famille
Le 11 août 1847, il se marie avec la princesse Alexandrine Galitzine (fille du lieutenant général russe le prince Galitzine et de la princesse Maria Suvorov), dont il divorce en 1864. Il contracte un second mariage le 22 août 1865 avec la dame Harriet Elisabeth St.Claire-Erskine, elle est une fille de James St Clair-Erskine, 3e comte de Rosslyn (en). De son premier mariage sont nés :
- Sophia (née le 16 mai 1851 et mort le 27 décembre 1933) mariée avec Konrad Otto Heinrich Johann von Beneckendorff und von Hindenburg (de) (né le 29 octobre 1839 et mort le 12 mars 1913), général de division prussien (parents d'Helene von Nostitz)
- Ernest Adolf (né le 5 août 1856 et mort le 3 février 1905) marié avec Melanie Ghika de Dezsanfalva (né le 19 mars 1866 et mort le 21 mars 1941)
- Alexander (né le 1er septembre 1858 et mort le 12 octobre 1922) marié avec la dame Muriel Henrietta Constance Hay-Drummond (née le 14 août 1863 et morte le 1er janvier 1927)

## Publications
- Politische Skizzen über die Lage Europas vom Wiener Congreß bis zur Gegenwart (1815–1867) nebst den Depeschen des Grafen Ernst Friedrich Herbert zu Münster über den Wiener Congreß.
- Mein Antheil an den Ereignissen des Jahres 1866 in Hannover.